# George Harmon Coxe
George Harmon Coxe (* 1901 in Olean, Cattaraugus County, New York; † 31. Januar 1984) war ein US-amerikanischer Kriminalschriftsteller.

## Leben
Coxe brach sein Studium ohne Abschluss ab. Er arbeitete einige Zeit in Fabriken und verdingte sich auch als Holzfäller. Um 1922 begann er zu schreiben.
1929 heiratete er Elizabeth Fowler und hatte mit ihr zwei Kinder. 1941 ließ er sich zusammen mit seiner Familie in Old Lyme (Connecticut) nieder.

## Rezeption
Coxe verfasste über 60 Romane, meistens unter seinem eigenen Namen. Unter den von ihm geschaffenen Protagonisten waren die Fotografen Jack Casey und Kent Murdock die mit Abstand erfolgreichsten. Viele seiner Geschichten, wie beispielsweise über die Charaktere Leon Morley, Max Hale oder Jack Fenner, veröffentlichte Coxe in verschiedenen Pulp-Magazinen (Black Mask u. ä.). Die Fotografie in all ihren Facetten zieht sich als prägendes Element durch nahezu sein gesamtes Werk.

## Ehrungen
- 1964 ernannte ihn die Vereinigung Mystery Writers of America zum Grand Master.

## Werke (Auswahl)
Kent-Murdock-Reihe
- Murder with pictures. Bear Hudson Books, London 1949
- Die Stimme am Telefon (Eye witness). Goldmann, München 1961
- Eine Minute zu spät (An easy way to go). Goldmann, München 1969

Flash-Casey-Reihe
- Mörder sind kamerascheu (Silent are the dead). Goldmann, München 1969
- Das Photo des Jahrs (Murder for two). Goldmann, München 1963
- Dr. Horvath wird erpresst (Error of judgement). Goldmann, München 1962
- Ein Glas zuviel (Deadly image). Goldmann, München 1964
- Mit dem Rücken zur Wand (The inside man). Goldmann, München 1974, ISBN 3-442-04434-0